# 프리미어리그 2011-12
프리미어리그 2011-12는 1992년에 시작된 프리미어리그의 20번째 시즌이다. 2011년 8월 13일에 시작하여 2012년 5월 13일에 끝났다. 맨체스터 시티가 디펜딩 챔피언이다.
참가 팀은 2010-11 시즌의 17팀과 풋볼 리그 챔피언십에서 승격한 3팀으로 총 20개의 팀이다. 챔피언십에서 승격한 팀은 퀸즈 파크 레인저스와 노리치 시티, 그리고 플레이오프를 통해 레딩을 4-2로 꺾고 올라온 스완지 시티이다. 우승 팀은 맨체스터 시티 FC이다.

## 승격 및 강등

### 승격
2011-12 시즌에 프리미어리그에서 활동하는 팀
- 우승 팀 : 퀸즈 파크 레인저스 FC
- 준우승 : 노리치 시티 FC
- 플레이오프 우승 팀 : 스완지 시티 AFC

### 강등
2012-13 시즌에 풋볼 리그 챔피언십에서 활동하는 팀
- 볼턴 원더러스 FC
- 블랙번 로버스 FC
- 울버햄프턴 원더러스 FC

## 참가 팀

### 경기장과 위치
| 구단                   | 위치            | 홈구장               | 수용 인원 |
| ---------------------- | --------------- | -------------------- | --------- |
| 노리치 시티            | 노리치          | 캐로우 로드          | 27,033    |
| 뉴캐슬 유나이티드      | 뉴캐슬어폰타인  | 세인트 제임스 파크   | 52,409    |
| 리버풀                 | 리버풀          | 안필드               | 45,276    |
| 맨체스터 시티          | 맨체스터        | 이티하드 스타디움    | 47,405    |
| 맨체스터 유나이티드    | 맨체스터        | 올드 트래퍼드        | 75,957    |
| 볼턴 원더러스          | 볼턴            | 리복 스타디움        | 28,723    |
| 블랙번 로버스          | 블랙번          | 이우드 파크          | 31,154    |
| 선덜랜드               | 선덜랜드        | 스타디움 오브 라이트 | 49,000    |
| 스완지 시티            | 스완지          | 리버티 스타디움      | 20,532    |
| 스토크 시티            | 스토크온트렌트  | 브리타니아 스타디움  | 27,740    |
| 아스널                 | 런던            | 에미레이트 스타디움  | 60,361    |
| 아스톤 빌라            | 버밍엄          | 빌라 파크            | 42,789    |
| 에버턴                 | 리버풀          | 구디슨 파크          | 40,157    |
| 울버햄프턴 원더러스    | 울버햄프턴      | 몰리뉴 스타디움      | 23,995†   |
| 웨스트 브로미치 앨비언 | 웨스트 브로미치 | 더 호손스            | 26,484    |
| 위건 애슬레틱          | 위건            | DW 스타디움          | 25,133    |
| 첼시                   | 런던            | 스탬퍼드 브리지      | 42,449    |
| 퀸즈 파크 레인저스     | 런던            | 로프터스 로드        | 18,360    |
| 토트넘 홋스퍼          | 런던            | 화이트 하트 레인     | 36,230    |
| 풀럼                   | 런던            | 크레이븐 코티지      | 25,700    |

### 감독, 주장과 스폰서
| 구단                   | 감독                           | 주장                | 유니폼 스폰서          | 메인 스폰서         |
| ---------------------- | ------------------------------ | ------------------- | ---------------------- | ------------------- |
| 노리치 시티            | 폴 램버트                      | 그랜트 홀트         | 에레아                 | 아비바              |
| 뉴캐슬 유나이티드      | 앨런 파듀                      | 파브리시오 콜록시니 | 퓨마                   | 노던 록 → 버진 머니 |
| 리버풀                 | 케니 달글리시                  | 스티븐 제라드       | 아디다스               | 스탠다드 차타드     |
| 맨체스터 시티          | 로베르토 만치니                | 뱅상 콤파니         | 엄브로                 | 에티하드 항공       |
| 맨체스터 유나이티드    | 알렉스 퍼거슨                  | 네마냐 비디치       | 나이키                 | 에이온              |
| 볼턴 원더러스          | 오언 코일                      | 케빈 데이비스       | 리복                   | 188BET              |
| 블랙번 로버스          | 스티브 킨                      | 라이언 넬슨         | 엄브로                 | 프린스 트러스트     |
| 선덜랜드               | 마틴 오닐                      | 리 캐터몰           | 엄브로                 | 톰볼라              |
| 스완지 시티            | 브렌던 로저스                  | 개리 몽크           | 아디다스               | 32레드              |
| 스토크 시티            | 토니 풀리스                    | 라이언 쇼크로스     | 아디다스               | 브리타니아          |
| 아스널                 | 아르센 벵거                    | 로빈 판 페르시      | 나이키                 | 에미레이트 항공     |
| 애스턴 빌라            | 앨릭스 맥리시                  | 스틸리안 페트로프   | 나이키                 | 젠팅 카지노         |
| 에버턴                 | 데이비드 모예스                | 필 네빌             | 르 꼬끄 스포르티브     | 창 맥주             |
| 울버햄프턴 원더러스    | 테리 코너                      | 칼 헨리             | BURRDA                 | 스포팅베트          |
| 웨스트 브로미치 앨비언 | 로이 호지슨                    | 크리스 번트         | 아디다스               | 홈서브              |
| 위건 애슬레틱          | 로베르토 마르티네스            | 개리 콜드웰         | 미핏                   | 188BET              |
| 첼시                   | 로베르토 디 마테오 (감독 대행) | 존 테리             | 아디다스               | 삼성                |
| 퀸즈 파크 레인저스     | 마크 휴즈                      | 아델 타랍트         | 로토 스포르트 이탈리아 | 걸프 에어           |
| 토트넘 홋스퍼          | 해리 레드냅                    | 마이클 도슨         | 푸마                   | 오라스마            |
| 풀럼                   | 마르틴 욜                      | 대니 머피           | 카파                   | FxPro               |

### 감독 변화
| 구단               | 전임 감독           | 형태 | 일자            | 당시 순위 | 신임 감독                      | 일자            | 주석        |
| ------------------ | ------------------- | ---- | --------------- | --------- | ------------------------------ | --------------- | ----------- |
| 첼시               | 카를로 안첼로티     | 경질 | 2011년 5월 22일 | 비시즌    | 안드레 빌라스 보아스           | 2011년 6월 22일 | [ 1 ] [ 2 ] |
| 애스턴 빌라        | 제라르 울리에       | 사임 | 2011년 6월 1일  | 비시즌    | 앨릭스 맥리시                  | 2011년 6월 17일 | [ 3 ] [ 4 ] |
| 풀럼               | 마크 휴스           | 사임 | 2011년 6월 2일  | 비시즌    | 마르틴 욜                      | 2011년 6월 7일  | [ 5 ] [ 6 ] |
| 선덜랜드           | 스티브 브루스       | 경질 | 2011년 12월 1일 | 16위      | 마틴 오닐                      | 2011년 12월 1일 | [ 7 ] [ 8 ] |
| 퀸즈 파크 레인저스 | 닐 워녹             | 경질 | 2012년 1월 9일  | 17위      | 마크 휴스                      | 2012년 1월 9일  |             |
| 울버햄프턴         | 믹 매카시           | 경질 | 2012년 2월 13일 | 18위      | 테리 코너 (감독 대행)          | 2012년 2월 13일 |             |
| 첼시               | 안드레 빌라스보아스 | 경질 | 2012년 3월 4일  | 5위       | 로베르토 디 마테오 (감독 대행) | 2012년 3월 4일  |             |

## 리그 순위
| 순위 | 팀                      | 경기 | 승 | 무 | 패 | 득 | 실 | 차  | 승점 | 참가 자격 및 강등                    |
| ---- | ----------------------- | ---- | -- | -- | -- | -- | -- | --- | ---- | ------------------------------------ |
| 1    | 맨체스터 시티 (C)       | 38   | 28 | 5  | 5  | 93 | 29 | +64 | 89   | UEFA 챔피언스리그 2012-13 조별 리그  |
| 2    | 맨체스터 유나이티드     | 38   | 28 | 5  | 5  | 89 | 33 | +56 | 89   | UEFA 챔피언스리그 2012-13 조별 리그  |
| 3    | 아스널                  | 38   | 21 | 7  | 10 | 74 | 49 | +25 | 70   | UEFA 챔피언스리그 2012-13 조별 리그  |
| 4    | 토트넘 홋스퍼           | 38   | 20 | 9  | 9  | 66 | 41 | +25 | 69   | UEFA 유로파리그 2012-13 조별 리그2   |
| 5    | 뉴캐슬 유나이티드       | 38   | 19 | 8  | 11 | 56 | 51 | +5  | 65   | UEFA 유로파리그 2012-13 플레이오프   |
| 6    | 첼시                    | 38   | 18 | 10 | 10 | 65 | 46 | +19 | 64   | UEFA 챔피언스리그 2012-13 조별 리그2 |
| 7    | 에버턴                  | 38   | 15 | 11 | 12 | 50 | 40 | +10 | 56   |                                      |
| 8    | 리버풀                  | 38   | 14 | 10 | 14 | 47 | 40 | +7  | 52   | UEFA 유로파리그 2012-13 3차 예선전1  |
| 9    | 풀럼                    | 38   | 14 | 10 | 14 | 48 | 51 | -3  | 52   |                                      |
| 10   | 웨스트브로미치 앨비언   | 38   | 13 | 8  | 17 | 45 | 52 | -7  | 47   |                                      |
| 11   | 스완지 시티             | 38   | 12 | 11 | 15 | 44 | 51 | -7  | 47   |                                      |
| 12   | 노리치 시티             | 38   | 12 | 11 | 15 | 52 | 66 | -14 | 47   |                                      |
| 13   | 선덜랜드                | 38   | 11 | 12 | 15 | 45 | 46 | -1  | 45   |                                      |
| 14   | 스토크 시티             | 38   | 11 | 12 | 15 | 36 | 53 | -17 | 45   |                                      |
| 15   | 위건 애슬레틱           | 38   | 11 | 10 | 17 | 42 | 62 | -20 | 43   |                                      |
| 16   | 애스턴 빌라             | 38   | 7  | 17 | 14 | 37 | 53 | -16 | 38   |                                      |
| 17   | 퀸스 파크 레인저스      | 38   | 10 | 7  | 21 | 43 | 66 | -23 | 37   |                                      |
| 18   | 볼턴 원더러스 (R)       | 38   | 10 | 6  | 22 | 46 | 77 | -31 | 36   | 풋볼 리그 챔피언십 2012-13로 강등    |
| 19   | 블랙번 로버스 (R)       | 38   | 8  | 7  | 23 | 48 | 78 | -30 | 31   | 풋볼 리그 챔피언십 2012-13로 강등    |
| 20   | 울버햄프턴 원더러스 (R) | 38   | 5  | 10 | 23 | 40 | 82 | -42 | 25   | 풋볼 리그 챔피언십 2012-13로 강등    |

* 마지막 업데이트 : 2012년 5월 21일
* 출처 : Barclays Premier League
* 순위 결정방식 : 
1) 승점; 2) 골 득실차; 3) 득점 수.
1: 리버풀은 풋볼 리그 컵 우승 팀 자격으로 UEFA 유로파리그에 참가하게 되었다.

2: 첼시는 FA컵 우승 팀 자격으로 UEFA 유로파리그 조별리그에 직행하게 되었으나, 첼시가 챔피언스리그에서 우승하자 대회 우승팀 자격으로 챔피언스리그 조별 리그에 진출할 수 있게 되었다. 그 대신, 유로파리그 조별리그 티켓은 리그 4위인 토트넘 홋스퍼에게 돌아갔다.
* (C) = 우승; (R) = 강등; (P) = 승격; (O) = 플레이오프 승리; (A) = 다음 라운드 진출 
* 시즌이 끝나지 않은 경우만 사용되는 표시: 
(Q) = 대항전 진출 자격이 됨; (TQ) = 대항전 진출 자격이 됐으나 진출할 라운드가 정해지지 않음; (RQ) = 강등 결정전 진출 자격이 됨; (DQ) = 대항전 진출 자격을 잃음.

## 시즌 통계

### 득점
- 시즌 첫 골: 선덜랜드전 리버풀의 루이스 수아레스 (2011년 8월 13일)
- 시즌 마지막 골: 퀸즈 파크 레인저스전 맨체스터 시티의 세르히오 아구에로 (2012년 5월 13일)
- 시즌 가장 빠른 골: 24초 - 울버햄프턴 원더러스전 스완지 시티의 안드레아 오를란디

### 득점 순위
| 순위 | 선수                | 팀                  | 골 |
| ---- | ------------------- | ------------------- | -- |
| 1    | 로빈 판 페르시      | 아스날              | 30 |
| 2    | 웨인 루니           | 맨체스터 유나이티드 | 27 |
| 3    | 세르히오 아구에로   | 맨체스터 시티       | 23 |
| 4    | 클린트 뎀프시       | 풀럼                | 17 |
| 4    | 에마뉘엘 아데바요르 | 토트넘 홋스퍼       | 17 |
| 4    | 야쿠부 아이예그베니 | 블랙번 로버스       | 17 |
| 7    | 뎀바 바             | 뉴캐슬 유나이티드   | 16 |
| 8    | 그랜트 홀트         | 노리치 시티         | 15 |
| 9    | 에딘 제코           | 맨체스터 시티       | 14 |
| 10   | 마리오 발로텔리     | 맨체스터 시티       | 13 |
| 10   | 파피스 시세         | 뉴캐슬 유나이티드   | 13 |

| 순위 | 선수                | 팀                  | 도움 |
| ---- | ------------------- | ------------------- | ---- |
| 1    | 다비드 실바         | 맨체스터 시티       | 15   |
| 2    | 안토니오 발렌시아   | 맨체스터 유나이티드 | 13   |
| 2    | 후안 마타           | 첼시                | 13   |
| 4    | 에마뉘엘 아데바요르 | 토트넘 홋스퍼       | 11   |
| 4    | 알렉상드르 송       | 아스날              | 11   |
| 6    | 가레스 베일         | 토트넘 홋스퍼       | 10   |
| 6    | 나니                | 맨체스터 유나이티드 | 10   |
| 8    | 시오 월컷           | 아스날              | 9    |
| 8    | 사미르 나스리       | 맨체스터 시티       | 9    |
| 8    | 스테판 세세뇽       | 선덜랜드            | 9    |